# 4646 Kwee
4646 Kwee este un asteroid din centura principală, descoperit pe 24 septembrie 1960 de Cornelis van Houten și Tom Gehrels.